# Шоуган (спорткомплекс)
Спорткомплекс «Шоуган»  (кит. упр. 首钢体育馆, палл. Шоуган тиюйгуань) — закрытый спортивный комплекс в Пекине, КНР. Вместимость арены — 6 000 человек. Принимает крупные спортивные соревнования, в основном по волейболу и баскетболу. Является домашней ареной для баскетбольной команды «Бэйцзин Дакс», выступающей в Китайской баскетбольной ассоциации.

## Спортивные мероприятия
Группа В первого дивизиона чемпионата мира по хоккею с шайбой среди женщин 2019 года